# Гвелети (Душетский муниципалитет)
Гвелети (груз. გველეთი) — село в Душетском муниципалитете административного края Мцхета-Мтианети Восточной Грузии (Хевсурети). Расположено на восточном склоне хребта Гудамакари, на левой стороне реки Датвисисхеви (правый приток Хевсурети Арагви). На высоте 1520 метров над уровнем моря, в 60 километрах от Душети.